# Ali El-Saïd
Ali Mohamed El Kaf El Saïd (en arabe : علي محمد الكف السعيد ; né le 10 avril 1908 à Beni Suef en Égypte et mort en 1979 en un lieu inconnu) est un joueur de football international égyptien, qui évoluait au poste de défenseur.

## Biographie

### Carrière en club
Il a joué sa carrière de club au Caire à Zamalek SC.

### Carrière en sélection
Il a participé à la coupe du monde de 1934 en Italie où ils ne joueront qu'un seul match au premier tour contre la Hongrie, et où ils s'inclineront par 4 buts à 2.

## Palmarès
Tersana
- Coupe du Sultan Hussein : 1930[2]

Zamalek
- Coupe d'Égypte : 1931–32, 1934–35, 1937–38
- Championnat de la Ligue du Caire : 1931–32, 1933–34
- Coupe du Roi : 1933–34